# Абрахам, Генри
Генри Джулиан Абрахам (англ. Julian Henry Abraham; 25 августа 1921 — 26 февраля 2020) — американский исследователь судебной системы и конституционного права. Первооткрыватель в сравнительных судебных исследованиях. Заслуженный профессор Университета штата Виргиния.

## Иммиграция в США и военная служба
В 1937 году Абрахам эмигрировал в США из Германии во время подъёма нацистского режима и принятия расовых законов. Его родители: Лизель Дрейфус Абрахам, Фред Абрахам и брат Отто последовали за ним в 1939 году. Семья поселилась в Питтсбурге, штат Пенсильвания. Он служил во время Второй Мировой войны рядовым и офицером военной разведки США на службе в Западной и Центральной Европе. Он получил две Боевые звезды и Похвальную медаль. Когда закончилась война на территории Европы, Абрахам, который свободно разговаривает на немецком, французском и английском языках, служил в военной части, которая собрала доказательства для использования в Нюрнбергском процессе.

## Образование
В 1948 году Абрахам окончил колледж Кеньон в Огайо со степенью бакалавра с отличием в области политологии, первый в своём классе, с отличием. Участник научного общества Phi Beta Kappa (ФВК). Получил степень магистра публичного права и управления в Колумбийском университете в 1949 году, затем — степень доктора философии политологии университета штата Пенсильвания в 1952 году, где начал преподавательскую карьеру. Абрахам работал куратором Кеньонского колледжа в течение шести лет (1987—1993)

## Карьера
После службы в Университете Пенсильвания Департамента политических наук в течение 23 лет (1943—1972), Абрахам стал главным профессором кафедры государственных и иностранных дел в Университете Виргинии в 1972 году. Стипендиат программы Фулбрайта Дании в Копенгагенском и Орхусском университете, где он сыграл важную роль в налаживании первой кафедры политологии. Читает лекции по всему миру под покровительством Информационного агентства США. Он ушёл из преподавания полного рабочего дня в 1997 году, после почти полувековой работы в аудитории. Продолжает преподавать в течение жизни в Шарлотсвиле, штат Виргиния.

## Награды и почётные звания
В 1983 году Абрахам был награждён самой престижной премией университета Виргинии (премией Томаса Джефферсона), в 1993 году он получил премию Первой выслуги Организованной секции по праву и судам американской ассоциации политической науки. Организация Daughters of the American Revolution (DAR) присудила ему их ежегодную премию за американизм в 2007 году. Награды за «выдающиеся достижения в области обучения студентов», Университет Пенсильвании, 1959; Общество «IMP», выдающийся вклад в общину университета в 1978 году, Университет Виргинии; Общество «Z», заслуженная премия факультета по 1978 год, Университет Виргинии; в 1983 году награда за выслугу, ассоциация обществознанию, Виргиния; в 1986 годузаслуженный профессор университета Виргинии. Именем Генри Абрахама было названо две стипендии в Пенсильванском университете.
В его честь, бывшие студенты и коллеги профессора Абрахама проводят серии лекций в Университете Виргинии по праву в 1997 году под покровительством Центра по защите свободы слова Томаса Джефферсона.
Лекции Абрахама посещали:
- Уильям Ренквист главный судья Верховного суда США;
- судья Дж. Харви Уилкинсон III, четвёртый окружной апелляционный суд США;
- главный судья Лерой Рантри Хасселл, Верховный суд Виргинии;
- генерал Уильям К. Сутер Клерк, Верховный суд США;
- декан и профессор Джон Джеффрис, университет права Виргинии;
- декан Кеннет Старр, факультет права в университете Пеппердин;
- Теодор Олсон, адвокат из Gibson, Dunn & Crutcher;
- профессор Линда Гринхаус, Йельский университет;
- Джоан Бискупик, USA Today;
- Ян Кроуфорд Гринберг, ABC News;
- профессор Тинсли Ярбро, Университет Восточной Каролины.

## Работы
Автор 13 книг (большинство в нескольких изданиях) и более 100 статей о Верховном суде США, назначения судей, судебные процессы, гражданские права и свободы в том числе
- «The Judicial Process: An Introductory Analysis of the Courts of the United States, England, and France, 7th ed.»;
- «Freedom and the Court: Civil Rights and Liberties in the United States, 8th ed.», with Barbara A. Perry;
- «Justices, Presidents, Senators: A History of U. S. Supreme Court Appointments from Washington to Bush II, 5th ed.»,
- «The Judiciary: The Supreme Court in the Governmental Process, 10th ed.»